# Варкавский край
Ва́ркавский край (латыш. Vārkavas novads; латг. Vuorkovys nūvods) — бывшая административно-территориальная единица на юго-востоке Латвии. Край состоял из трёх волостей, центром края являлось село Вецваркава.
Край был образован 1 июля 2009 года из части упразднённого Прейльского района.
Площадь края составляла 288,9 км². Граничил с Даугавпилсским, Ливанским и Прейльским краями.
В 2021 году в результате новой административно-территориальной реформы Варкавский край был упразднён.

## Население
По оценке на 1 января 2015 года население края составляло 2009 постоянных жителей, на 1 января 2010 года — 2369 человек.

### Национальный состав
Национальный состав населения края по итогам переписи населения Латвии 2011 года был распределён таким образом:
| Национальность        | Численность, чел. (2011) | %        |
| --------------------- | ------------------------ | -------- |
| Латыши                | 1827                     | 86,46 %  |
| в том числе латгальцы | 1606                     | 76,01 %  |
| Русские               | 215                      | 10,18 %  |
| Поляки                | 18                       | 0,85 %   |
| Украинцы              | 10                       | 0,47 %   |
| Белорусы              | 6                        | 0,28 %   |
| Литовцы               | 6                        | 0,28 %   |
| Другие                | 31                       | 1,47 %   |
| всего                 | 2113                     | 100,00 % |

## Территориальное деление
- Варкавская волость (латыш. Vārkavas pagasts), центр — Варкава;
- Рожкалнская волость (латыш. Rožkalnu pagasts), центр — Римицаны;
- Упмальская волость (латыш. Upmalas pagasts), центр — Вецваркава.